# Kecamatan Sarolangun
Kecamatan Sarolangun är ett distrikt i Indonesien.   Det ligger i provinsen Jambi, i den västra delen av landet, 600 km nordväst om huvudstaden Jakarta.